# Pierre Étienne Petitot
Pierre Étienne Petitot, né le 12 février 1752 à Dijon en Bourgogne et mort le 7 septembre 1807 à Angoulême en Charente, est un général français de la Révolution et de l’Empire.

## Biographie
Il entre en service le 5 septembre 1769 dans le régiment d'Aunis infanterie, dont il est licencié en 1777. Il retourne cependant à l'armée durant la Révolution française. Le 25 août 1792, il est nommé chef du 3e bataillon de volontaires de la Côte-d’Or. Chargé, peu de temps après, de dissiper un rassemblement de rebelles qui s’était formé à Porrentruy, il s’acquitte de cette mission avec succès. Il fait les campagnes de 1792 à l’an III sur le Rhin, aux armées de la Moselle et de Sambre-et-Meuse. Il assiste, sous les ordres de Custine, de Pichegru, de Hoche et de Jourdan, à la reprise des lignes de Wissembourg, au déblocus de Landau, au siège de Charleroi, aux batailles de Fleurus le 26 juin 1794 et de Sombreffe le 6 juillet suivant, à la prise de Namur et à celle de Liège ― où il est blessé ― ainsi qu'au siège et à la prise de Maastricht.
Le 7 janvier 1795, il est nommé chef de brigade à la 87e demi-brigade de bataille, devenue le 23 février 1796 le 78e régiment de ligne. Il se distingue pendant les campagnes de l’an III à l’an VI, particulièrement au blocus et à la reddition de la place de Luxembourg, puis aux trois passages du Rhin, notamment en avant de Diez sur la Lahn où il reçoit, le 19 septembre 1795, un coup de sabre à la tempe droite, blessure qui n’a jamais guérie.
En l’an VII, il est envoyé en Italie et se trouve à la prise de Naples, le 21 janvier 1799, ainsi qu’à la sanglante bataille de Trebbia. Il est promu général de brigade provisoire le 19 juin 1799 sur le champ de bataille par le général Macdonald, promotion confirmé par le Directoire le 19 octobre 1799. Il participe à la bataille de Novi et fait partie de la garnison de Gênes commandée par Masséna. Il est blessé dans deux sorties de la place sur les hauteurs de Caparnadigo. Il sert ensuite à l’armée d’Italie et se fait remarquer au passage du Mincio le 25 décembre 1800. En l’an IX, il est employé dans la République cisalpine sous les ordres du général Brune.
De retour en France en l’an X, le ministre de la Guerre lui donne, le 23 septembre 1802, le commandement du département de la Creuse. Il est fait chevalier de la Légion d'honneur le 11 décembre 1803 et commandeur de l’ordre le 14 juin 1804. En 1806, il est employé dans la 12e division militaire à Nantes, avant de recevoir, le 18 janvier 1807, l’ordre de se rendre au camp de Saint-Lô, puis le 2 août suivant celui de prendre le commandement d’une brigade de la 2e division du corps d'observation de la Gironde.
Il meurt de maladie le 7 septembre 1807 à Angoulême, en se rendant à son affectation.

## Sources
- (en) « Generals Who Served in the French Army during the Period 1789 - 1814: Eberle to Exelmans »
- Thierry Pouliquen, « Les généraux français et étrangers ayant servis [sic] dans la Grande Armée » (consulté le 18 septembre 2014)
- « Cote LH/2792/89 », base Léonore, ministère français de la Culture
- A. Lievyns, Jean Maurice Verdot, Pierre Bégat, Fastes de la Légion-d'honneur, biographie de tous les décorés accompagnée de l'histoire législative et réglementaire de l'ordre, Bureau de l’administration, janvier 1844, 529 p. (lire en ligne), p. 422.
- The 1799 Campaign in Italy : MacDonald’s Assault on Bologna and Modena.